# Rhopalosiphoninus ichigo
Rhopalosiphoninus ichigo är en insektsart. Rhopalosiphoninus ichigo ingår i släktet Rhopalosiphoninus och familjen långrörsbladlöss. Inga underarter finns listade i Catalogue of Life.